# Aluminium-tris(8-hydroxychinolin)
Aluminium-tris(8-hydroxychinolin) ist eine komplexe chemische Verbindung aus einem zentralen Aluminiumkation, um das drei 8-Hydroxychinolinliganden oktaedrisch koordiniert sind. Der Komplex ist elektrisch leitfähig und wird zur Herstellung von organischen Leuchtdioden (OLED) und organischen Solarzellen verwendet.

## Eigenschaften
Im Komplex fungiert 8-Hydroxychinolin als zweizähniger Chelatligand und bindet über die freien Elektronenpaare des Stickstoffs und des Sauerstoffs am kationischen Aluminiumzentrum.
Der Komplex schmilzt im Temperaturbereich von 413 bis 415 °C.

## Anwendungen
Der Komplex sowie seine Derivate werden in OLEDs als Leuchtmittel eingesetzt. Aluminium-tris(8-hydroxychinolin) selbst leuchtet grün, es können jedoch Substituenten am aromatischen System eingeführt werden, die für eine Veränderung des emittierten Lichts sorgen. Elektronenziehende Substituenten bewirken einen hypsochromen Effekt, elektronenreiche Substituenten führen zu einem bathochromen Effekt.  Erforscht werden jedoch auch die Anwendung in Organische Solarzellen sowie als Bestandteil von organischen bistabile Kippstufen. In der analytischen Chemie kann Aluminium durch Bildung des Komplexes gezielt gefällt werden und gravimetrisch bestimmt werden.

## Synthese
Die Laborsynthese erfolgt ausgehend von 8-Hydroxychinon und Aluminiumchlorid-hexahydrat in einer essigsäurehaltigen, acetatgepufferten Lösung. In dieser liegt das Aluminiumchlorid dissoziiert vor, während 8-Hydroxychinolin deprotoniert wird. Die deprotonierte Form des 8-Hydroxychinolins und die dreiwertigen Aluminiumkationen reagieren im Weiteren im Verhältnis eins zu drei zu Aluminium-tris(8-hydroxychinolin).
AlCl3 · 6 H2O + 3 C9H7NO → C27H18AlN3O3 + 3 HCl + 6 H2O
Aluminiumchlorid ist stark wasserziehend und bedarf daher einer besonderen Handhabung. Zudem wird dadurch eine anschließende Aufreinigung durch z. B. Sublimation notwendig, insbesondere für die Anwendung in OLEDs. Eine solche Aufreinigung ist energieaufwändig und damit kostenintensiv. Um die Synthese effizienter und damit rentabler zu gestalten, erfolgt die Herstellung des Aluminium-tris(8-hydroxychinolin) bei der industriellen Synthese mit Stearaten und Lactaten um eine höhere Reinheit erzielen zu können. Dies wird beispielsweise durch die Umsetzung von Aluminiumlactat mit 8-Hydroxychinolin in Ethanol realisiert. Während die beiden Edukte zumindest teilweise in Ethanol löslich sind, fällt Aluminium-tris(8-hydroxychinolin) vollständig aus, wodurch eine unkomplizierte Abtrennung ermöglicht wird. Der gleiche Syntheseweg ist auch mit Aluminiumstearat möglich, jedoch muss die Synthese mit Toluol als Lösungsmittel durchgeführt werden.
Eine weitere Möglichkeit zur Synthese von hochreinem Alq3 ist eine einstufige chemische Austauschreaktion. Dabei wird 99,999-prozentiges Aluminiumoxid bei hohen Temperaturen mit 8-Hydroxychinolinol-Dampf umgesetzt. Zur Gewährleistung der notwendigen Reinheit, wird das enthaltene Wasser mit Hilfe von Phosphorpentoxid entfernt.